# Read only memory
Read only memory（リードオンリーメモリ、ROM: ロム）は、記録されている情報を読み出すことのみ可能なメモリである。読み出し専用メモリともいう。

## 概説
ROMは読み出し専用メモリであり、ROMに記録されている内容は本来の意味では書き換えできない。しかし、「RAM」が基本的にランダムアクセスで読み書きできるものを指すのに対し、それの対義語のように使われているため、EPROMの類など、何らかの条件の元一時的に書きこみできるものもROMと呼ばれるが通常は読み出し専用である。
原義的には対義語はRewritable memory（リライタブルメモリ、RWM）であるが上記の通りほとんど使われていない。
書き換えできないROMは、配線パターンによって（ICの製造過程の「マスク」から「マスクドROM」という）特定の情報を予め記録した状態で製造される。その他、読み出し専用・書き換え不可という動作や生産時に情報を記録しておくという性質が似ているCD-ROMなどのストレージメディア等を指す場合もある。
国内で販売されるスマートフォンのメーカー発表や通信キャリアのカタログ等では、書き換えのできる内部ストレージをRAMの対義語としてROMと表記していることがあるが、これは日本以外ではあまり使われていない。

## 用途
- BIOS・ファームウェアを記憶しCPUの主記憶装置として使用される。汎用のコンピュータにおいてはIPLや BIOS といった一部のプログラムやデータがROM上に置かれ、アプリケーションプログラムは RAM 上で実行されるのに対し、組み込み用途のコンピュータの場合、システムのプログラム全体を ROM 上に配置することもある。
- 補助記憶装置用の外部記憶媒体としての用途。
- 着脱可能なカートリッジによるアプリケーションの供給。主記憶装置としてのアドレス空間が割り当てられる。ファミリーコンピュータやNINTENDO 64などの据え置き型ないし多くの携帯型ゲーム機、パーソナルコンピュータでもMSXや、PC-6000シリーズなどで用いられた。

## 種類

### 半導体素子のROM
- マスクROM
- PROM
  - OTPROM（one-time programmable ROM）
  - EPROM
    - UV-EPROM
    - EEPROM

### 半導体素子以外のROM
- パンチカード
- コアロープメモリ